# Zombie SS 2
Zombie SS 2 (norw. Død snø 2) – norweski film fabularny (horror komediowy) z 2014 roku w reżyserii Tommy’ego Wirkoli, będący sequelem filmu Zombie SS z 2009 roku. Premiera filmu w Norwegii miała miejsce 12 lutego 2014 roku.
Po raz pierwszy film został zaprezentowany na Sundance Film Festival 2014 w Stanach Zjednoczonych.

## Obsada
- Vegar Hoel jako Martin
- Martin Starr jako Daniel
- Amrita Acharia jako Mary
- Charlotte Frogner jako Hanna (also in original)
- Ingrid Haas jako Blake
- Jocelyn DeBoer jako Monica
- Stig Frode Henriksen jako Glenn Kenneth
- Daniel Berge Halvorsen jako Major Stubbe
- Ingar Helge Gimle jako Doktor Brochman
- Orjan Gamst jako Standartenführer Herzog
- Kristoffer Joner
- Carl-Magnus Adner jako Bobby
- Tómas Þórhallur Guðmundsson
- Tage Guddingsmo
- Hallvard Holmen